# Sidney (Ohio)
Sidney település az Amerikai Egyesült Államok Ohio államában, Shelby megyében, melynek megyeszékhelye is. Lakosainak száma 20 589 fő (2020. április 1.).

## Népesség
A település népességének változása:

| 2010 | 21 229 |
| 2020 | 20 589 |